# Ladislav Jirásek
Ladislav Jirásek (24. června 1927 Praha – 31. července 1977 Neunkirchen) byl český fotbalový brankář a sárský reprezentant. V Praze se vyučil pekařem. Do Německa odešel po druhé světové válce.

## Hráčská kariéra
V roce 1948 hrál za MZK Pardubice a zúčastnil se neúspěšné kvalifikace tohoto týmu o postup do 1. ligy proti ATK Praha. Po emigraci hrál v Západním Německu a Sársku za Stuttgarter Kickers (1949–1950), FC Bayern Mnichov (1950–1952) a Borussiu Neunkirchen (1952–1961).
V neděli 27. prosince 1959 střežil branku Borussie Neunkirchen ve finále západoněmeckého poháru proti Schwarz-Weiß Essen (prohra 2:5, hráno v Kasselu).

### Reprezentace
V sobotu 5. června 1954 byl v Saarbrückenu členem základní sestavy Sárska v přátelském utkání s Uruguayí (prohra 1:7). Odchytal první poločas (1:3), v němž obdržel branky od Julia Péreze, Obdulia Varely a Juana Alberta Schiaffina.

### Ligová bilance
| Ročník                                  | Zápasy | Góly | Minuty | Nuly | Klub                 |
| --------------------------------------- | ------ | ---- | ------ | ---- | -------------------- |
| Oberliga Süd 1949/50                    | 22     | 0    | 1 980  | 2    | Stuttgarter Kickers  |
| Oberliga Süd 1950/51                    | 25     | 0    | 2 250  | 6    | FC Bayern Mnichov    |
| Oberliga Süd 1951/52                    | 1      | 0    | 90     | 0    | FC Bayern Mnichov    |
| Oberliga Südwest 1952/53                | 29     | 0    | 2 610  | 9    | Borussia Neunkirchen |
| Oberliga Südwest 1953/54                | 29     | 0    | 2 610  | 8    | Borussia Neunkirchen |
| Oberliga Südwest 1954/55                | 27     | 0    | 2 430  | 9    | Borussia Neunkirchen |
| Oberliga Südwest 1955/56                | 13     | 0    | 1 170  | 2    | Borussia Neunkirchen |
| Oberliga Südwest 1956/57                | 19     | 0    | 1 710  | 4    | Borussia Neunkirchen |
| Oberliga Südwest 1957/58                | 10     | 0    | 900    | 4    | Borussia Neunkirchen |
| Oberliga Südwest 1958/59                | 14     | 0    | 1 260  | 6    | Borussia Neunkirchen |
| Deutsche Meisterschaft Endrunde 1958/59 | 1      | 0    | 90     | 0    | Borussia Neunkirchen |
| Oberliga Südwest 1959/60                | 26     | 0    | 2 340  | 7    | Borussia Neunkirchen |
| Deutsche Meisterschaft Endrunde 1959/60 | 6      | 0    | 540    | 0    | Borussia Neunkirchen |
| Oberliga Südwest 1960/61                | 13     | 0    | 1 170  | 1    | Borussia Neunkirchen |
| Celkem Mistrovství Německa              | 7      | 0    | 630    | 0    |                      |
| Celkem Oberliga Süd                     | 48     | 0    | 4 320  | 8    |                      |
| Celkem Oberliga Südwest                 | 180    | 0    | 16 200 | 50   |                      |

## Trenérská kariéra
Po skončení hráčské kariéry se stal trenérem a učitelem tělocviku.